# Morfia de Melitene
Morfia de Melitene, ou Morphia, Moraphia (Melitene, c. 1075 - Jerusalém, 1 de outubro de 1126 ou 1127) foi a rainha consorte de Balduíno II, nobre cruzado, conde de Edessa e rei de Jerusalém.

## Biografia
Era filha de um nobre armênio, Gabriel (ou Khoril, em arménio), governador da cidade de Melitene, com a sua esposa, que pode ou não ter sido filha do príncipe Constantino I da Arménia. Apesar de etnicamente arménia, a família segui a Igreja Ortodoxa grega.
Melitene era um território vizinho do Condado de Edessa, e em pouco tempo Gabriel tornara-se vassalo desse estado cruzado. O então conde Balduíno II de Edessa consolidou a sua posição política no seu território ao casar com Morfia em c.1101. Gabriel, um nobre abastado, deu um dote de 50.000 bezantes (moedas) de ouro.

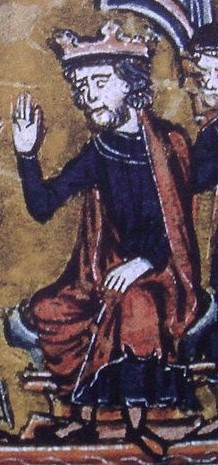
O marido de Morfia, Balduíno II de Jerusalém.

Deste casamento não nasceram filhos varões, mas sim quatro filhas:
- Melisende (1105-1161), casada em 1129 com Fulque V de Anjou
- Alice (n.c.1110), casada em 1126 com Boemundo II de Antioquia
- Hodierna, casada em 1131 com Raimundo II de Trípoli
- Ioveta, tomou o hábito de freira em Betânia

Quando Balduíno ascendeu ao trono de Jerusalém em 1118, Morfia e as filhas permaneceram em Edessa. Mas aquando da victória muçulmana na batalha do Campo de Sangue em 1119, o rei voltou ao condado do norte para assegurar o controlo do território. Ao voltar à Cidade Santa no ano seguinte, trouxe a família e Morfia foi coroada rainha. Quando o rei foi aprisionado enquanto patrulhava as fronteiras de Edessa em 1123, Morfia voltou ao norte para ajudar a assegurar a sua libertação, oferecendo a sua filha Ioveta como refém. Sem herdeiros varões, Balduíno II designou Melisende como sua herdeira, tendo combinado o seu casamento com Fulque V de Anjou.
É provável que Morfia tenha sido pelo menos parcialmente responsável pelas influências culturais gregas e arménias que surgiram no Reino Latino. A arte da época, como o saltério de Melisende de Jerusalém, revela frequentemente uma mistura de estilos orientais e ocidentais, revelando que os cruzados se começaram a acostumar à cultura local. Segundo o saltério de Melisende, Morfia morreu a 1 de Outubro, mas o ano é uma incógnita: provavelmente 1126, mas talvez 1127. Foi sepultada numa abadia nos arredores de Jerusalém.